# Big Piney (Wyoming)
Big Piney város az USA Wyoming államában, Sublette megyében. Lakosainak száma 395 fő (2020. április 1.).

## Népesség
A település népességének változása:

| 2010 | 552 |
| 2020 | 395 |